# Chloroclystis inductata
Chloroclystis inductata är en fjärilsart som beskrevs av Walker 1862. Chloroclystis inductata ingår i släktet Chloroclystis och familjen mätare. Inga underarter finns listade i Catalogue of Life.

## Bildgalleri

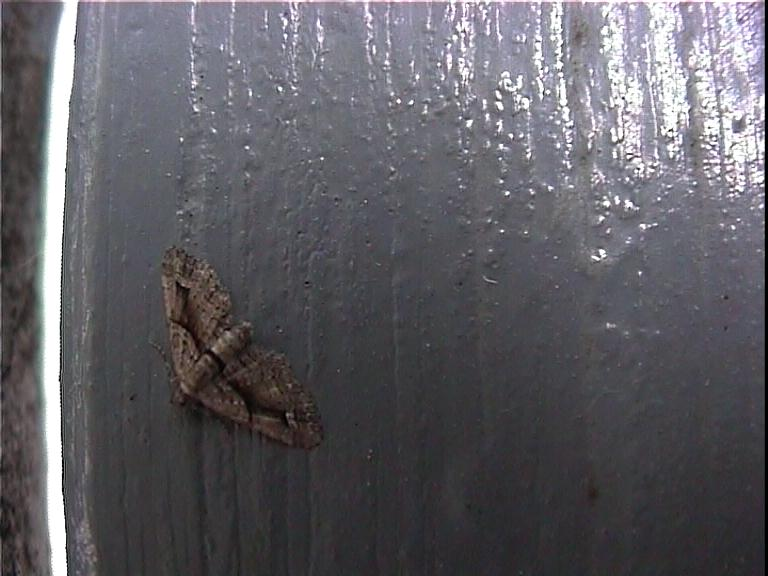